# 김윤식 (1966년)
김윤식(金允植, 1966년 3월 25일 ~ )은 대한민국의 정치인이다. 제10·11·12대 시흥시장이다.

## 학력
- 가남초등학교 졸업
- 서면중학교 졸업
- 광주석산고등학교 졸업
- 연세대학교 중어중문학과 학사
- 연세대학교 행정대학원 행정학 석사 (지방자치 및 도시행정)

## 경력
- 제4대 경기도의회 의원(시흥출신)
- 지방자치 실무연구소 연구원
- 故 제정구 국회의원 비서
- 김영환 국회의원 보좌관
- 박명재 행정자치부 장관 정책보좌관
- 대통령직속 국가균형발전위원회 자문위원
- (사)남·북민간교류협의회 사무총장
- 민주당 정책위원회 부의장
- 시흥 교육문화센터 대표
- 경북대학교 사회과학연구원 선임 연구원
- 2009년 4월 30일 ~ 2018년 6월 30일 : 제10·11·12대 민선 4~6기 경기도 시흥시장(3선, 민주당 → 민주통합당 → 민주당 → 새정치민주연합 → 더불어민주당)
- 2016년 : 전국지방정부 문화두레 제1대 회장
- 2016년 7월 ~ 2018년 6월 : 경기도시장군수협의회 회장
- 2016년 : 자치분권지방정부협의회 회장
- 2017년 7월 ~ 2018년 6월 : 전국시장군수구청장협의회 사무총장
- 2018년 1월 : 자치분권위원회 자치제도분과위원회 위원
- 2018년 9월 ~ 2019년 8월 : 대한민국시도지사협의회 사무총장
- ~ 2024년 2월 : 더불어민주당 탈당
- 2024년 2월 ~ : 국민의힘 입당
- 2024년 5월 ~ : 국민의힘 경기도당 시흥시 을 당원협의회 위원장
- 2024년 5월 ~ : 국민의힘 경기도당 정책개발본부 지방행정혁신위원장
- 2025년 4월 ~ 2025년 5월: 국민의힘 한동훈 제21대 대통령 선거 경선후보 국민먼저 캠프 국민소통본부장
- 2025년 5월~2025년 6월: 제21대 대통령 선거 국민의힘 김문수 대통령 후보 경기도 선거대책위원회 공동선거대책위원장
- 2025년 5월~2025년 6월: 국민의힘 이재명 경기지사 거북섬 비리 특별위원회 위원

## 역대 선거 결과
|  | 50.28% |

|  | 37.10% |

|  | 26.39% |

|  | 46.08% |

|  | 59.41% |

|  | 49.72% |

|  | 39.56% |

## 소속 정당
| 소속 정당 | 소속 정당      | 소속 기간 | 비고      |
| --------- | -------------- | --------- | --------- |
|           | 민주당         | 1992~1995 | 정계 입문 |
|           | 통합민주당     | 1995~1996 | 합당      |
|           | 민주당         | 1996~1997 | 당명 변경 |
|           | 한나라당       | 1997~2000 | 합당      |
|           | 무소속         | 2000      | 탈당      |
|           | 새천년민주당   | 2000~2003 | 합당      |
|           | 무소속         | 2003      | 탈당      |
|           | 열린우리당     | 2003~2007 | 창당      |
|           | 대통합민주신당 | 2007~2008 | 합당      |
|           | 통합민주당     | 2008      | 합당      |
|           | 민주당         | 2008~2011 | 당명 변경 |
|           | 민주통합당     | 2011~2013 | 합당      |
|           | 민주당         | 2013~2014 | 당명 변경 |
|           | 새정치민주연합 | 2014~2015 | 합당      |
|           | 더불어민주당   | 2015~2024 | 당명 변경 |
|           | 무소속         | 2024      | 탈당      |
|           | 국민의힘       | 2024~현재 | 복당      |

## 참고 자료
- 김윤식  - 공식 웹사이트